# Nitidoguina calva
Nitidoguina calva är en insektsart som beskrevs av Young 1986. Nitidoguina calva ingår i släktet Nitidoguina och familjen dvärgstritar. Inga underarter finns listade i Catalogue of Life.